# Killjoys (serie de televisión)
Killjoys es una serie de televisión de origen estadounidense y canadiense, cuyo género combina drama, aventura y ciencia ficción. Se estrenó el 19 de junio de 2015 por las cadenas Space en Canadá y Syfy en Estados Unidos.
En septiembre de 2017 se renovó la serie para una cuarta y quinta temporada, siendo esta última la que dará fin a la serie.

## Argumento
Killjoys sigue a un trío de cazadores de recompensas en un sistema planetario distante y políticamente inestable llamado Quad. El grupo intenta permanecer imparcial mientras se está por desatar una sangrienta guerra de clases.

## Reparto

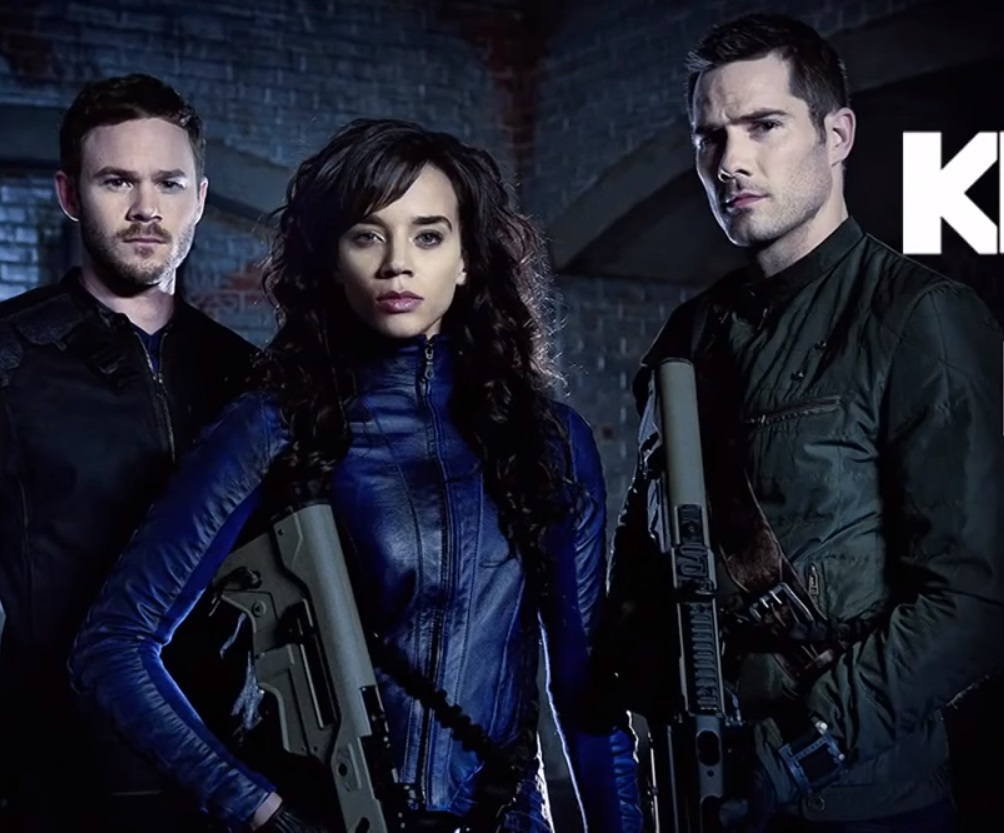
Reparto principal de la serie. De izquierda a derecha: Aaron Ashmore, Hannah John-Kamen y Luke Macfarlane.

### Principal
- Hannah John-Kamen como Yalena "Dutch" Yardeen, Killjoy de nivel superior.[4]
  - Aneela Kin Ritt, hija de Khlyen y prisionera de los Hullen quien misteriosamente es físicamente idéntica a Dutch (temporada 2-).
- Aaron Ashmore como John Andras "Johnny" Jaqobis, Killjoy nivel 3.[4]
- Luke MacFarlane como D’avin Jaqobis, exsoldado y hermano de John.[4]

### Recurrente
- Thom Allison como Prima "Pree" Dezz, un excriminal que es dueño del bar Royale.
- Sean Baek como Fancy Lee, un agente de RAC y anteriormente un Hullen que sirvió como mano derecha de Khlyen.
- Morgan Kelly as Alvis Akari (temporadas 1-3).
- Tamsen McDonough como Lucy, la inteligencia artificial que controla la nave de Dutch.
- Patrick Garrow como Turin, un oficial de alto rango de RAC que desconfía mucho de Dutch y su equipo.
- Rob Stewart como Khlyen, el mentor anterior de Dutch, padre sustituto y agente de RAC, además del padre de Aneela.
- Mayko Nguyen como Delle Seyah Kendry, miembro de las Nueve Familias.
- Sarah Power como Illenore Pawter Seyah Simms, también conocida como Pawter Simms, heredera de una de las nueve familias reales Qreshi que trabaja como doctora viviendo en Old Town en Westerley (temporadas 1-2).
- Tori Anderson como Sabine, una camarera en el bar Royale (temporada 2).
- Stephanie Leonidas y Tommie-Amber Pirie como Clara / Olli, una humana con amplias modificaciones cibernéticas (temporadas 2-3).
- Ted Atherton como Gander, el segundo al mando de Aneela (temporada 3).

## Episodios

### Primera temporada (2015)
| N.º | Título                 | Dirigido por    | Escrito por       | Fecha de emisión original | Audiencia (en millones) |
| --- | ---------------------- | --------------- | ----------------- | ------------------------- | ----------------------- |
| 1   | Bangarang              | Chris Grismer   | Michelle Lovretta | 19 de junio de 2015       | 0.96                    |
| 2   | The Sugar Point Run    | Chris Grismer   | Jeremy Boxen      | 26 de junio de 2015       | 1.03                    |
| 3   | The Harvest            | Michael Robison | Aaron Martin      | 3 de julio de 2015        | 0.91                    |
| 4   | Vessel                 | Andy Mikita     | Emily Andras      | 10 de julio de 2015       | 0.97                    |
| 5   | A Glitch in the System | Chris Grismer   | Adam Barken       | 17 de julio de 2015       | 0.95                    |
| 6   | One Blood              | Michael Nankin  | Annmarie Morais   | 24 de julio de 2015       | 1.00                    |
| 7   | Kiss, Kiss, Bye Bye    | Paolo Barzman   | Michelle Lovretta | 31 de julio de 2015       | 0.84                    |
| 8   | Come the Rain          | Peter Stebbings | Jeremy Boxen      | 7 de agosto de 2015       | 1.08                    |
| 9   | Enemy Khlyen           | Paolo Barzman   | Emily Andras      | 14 de agosto de 2015      | 0.89                    |
| 10  | Escape Velocity        | Ken Girotti     | Michelle Lovretta | 21 de agosto de 2015      | 0.88                    |

### Segunda temporada (2016)
| N.º | Título                                   | Dirigido por        | Escrito por                      | Fecha de emisión original | Audiencia (en millones) |
| --- | ---------------------------------------- | ------------------- | -------------------------------- | ------------------------- | ----------------------- |
| 1   | Dutch and the Real Girl                  | Stefan Pleszczynski | Michelle Lovretta                | 1 de julio de 2016        | 0.76                    |
| 2   | Wild, Wild Westerley                     | Martin Wood         | Sean Reycraft                    | 8 de julio de 2016        | 0.60                    |
| 3   | Shaft                                    | Martin Wood         | Jon Cooksey                      | 15 de julio de 2016       | 0.61                    |
| 4   | Schooled                                 | Ruba Nadda          | Jennifer Kennedy & Julian Doucet | 22 de julio de 2016       | 0.49                    |
| 5   | Meet the Parents                         | Jeff Renfroe        | Adam Barken                      | 29 de julio de 2016       | 0.77                    |
| 6   | I Love Lucy                              | Grant Harvey        | Jon Cooksey                      | 5 de agosto de 2016       | 0.55                    |
| 7   | Heart-Shaped Box                         | April Mullen        | Michelle Lovretta                | 12 de agosto de 2016      | 0.63                    |
| 8   | Full Metal Monk                          | Paolo Barzman       | Sean Reycraft                    | 19 de agosto de 2016      | 0.58                    |
| 9   | Johnny Be Good                           | Stefan Pleszczynski | Adam Barken                      | 26 de agosto de 2016      | 0.67                    |
| 10  | How to Kill Friends and Influence People | Peter Stebbings     | Michelle Lovretta & Jeremy Boxen | 2 de septiembre de 2016   | 0.62                    |

### Tercera temporada (2017)
| N.º | Título                            | Dirigido por        | Escrito por           | Fecha de emisión original | Audiencia (en millones) |
| --- | --------------------------------- | ------------------- | --------------------- | ------------------------- | ----------------------- |
| 1   | Boondoggie                        | Stefan Pleszczynski | Michelle Lovretta     | 30 de junio de 2017       | 0.55                    |
| 2   | A Skinner, Darkly                 | Andy Mikita         | Michelle Lovretta     | 7 de julio de 2017        | 0.60                    |
| 3   | The Hullen Have Eyes              | Ruba Nadda          | Adam Barken           | 14 de julio de 2017       | 0.63                    |
| 4   | The Lion, the Witch & the Warlord | Paolo Barzman       | Julian Doucet         | 21 de julio de 2017       | 0.57                    |
| 5   | Attack the Rack                   | Jeff Renfroe        | Shernold Edwards      | 28 de julio de 2017       | 0.72                    |
| 6   | Necropolis Now                    | Samir Rehem         | Andrew De Angelis     | 4 de agosto de 2017       | 0.65                    |
| 7   | The Wolf You Feed                 | Stefan Pleszczynski | Nikolijne Troubetzkoy | 11 de agosto de 2017      | 0.64                    |
| 8   | Heist, Heist Baby                 | April Mullen        | Julie Puckrin         | 18 de agosto de 2017      | 0.62                    |
| 9   | Reckoning Ball                    | Peter Stebbings     | Adam Barken           | 25 de agosto de 2017      | 0.62                    |
| 10  | Wargasm                           | Stefan Pleszczynski | Michelle Lovretta     | 1 de septiembre de 2017   | 0.58                    |

## Recepción
Killjoys ha recibido críticas generalmente positivas. El sitio web Rotten Tomatoes le da una aprobación del 80% por parte de los críticos, mientras que la audiencia le otorga un 82%. Por otra parte, el sitio Metacritic le brinda una puntuación de 53 sobre un total de 100, mientras que la audiencia le da una puntuación promedio de 7.7/10 basado en 112 críticas.